# Dazio
Dazio ist eine Gemeinde (comune) in der italienischen Provinz Sondrio (Lombardei).

## Lage und Einwohner
Die Gemeinde im unteren Veltlin liegt rund 20 Kilometer westlich von der Provinzhauptstadt Sondrioentfernt und hat 514 Einwohner (Stand 31. Dezember 2023). 
Die Nachbargemeinden sind Civo, Talamona, Ardenno und Morbegno.

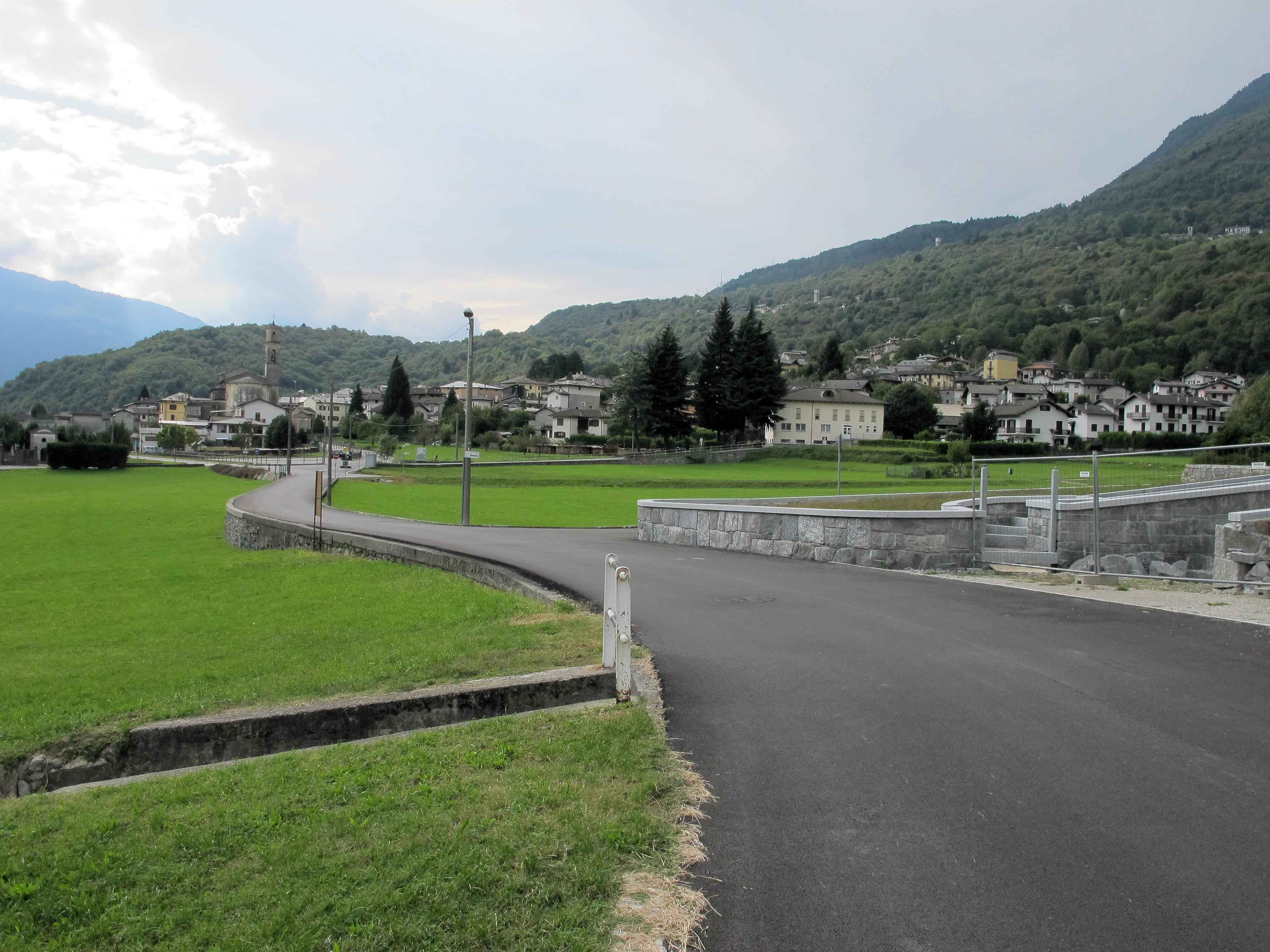
Dazio

## Einzelnachweise

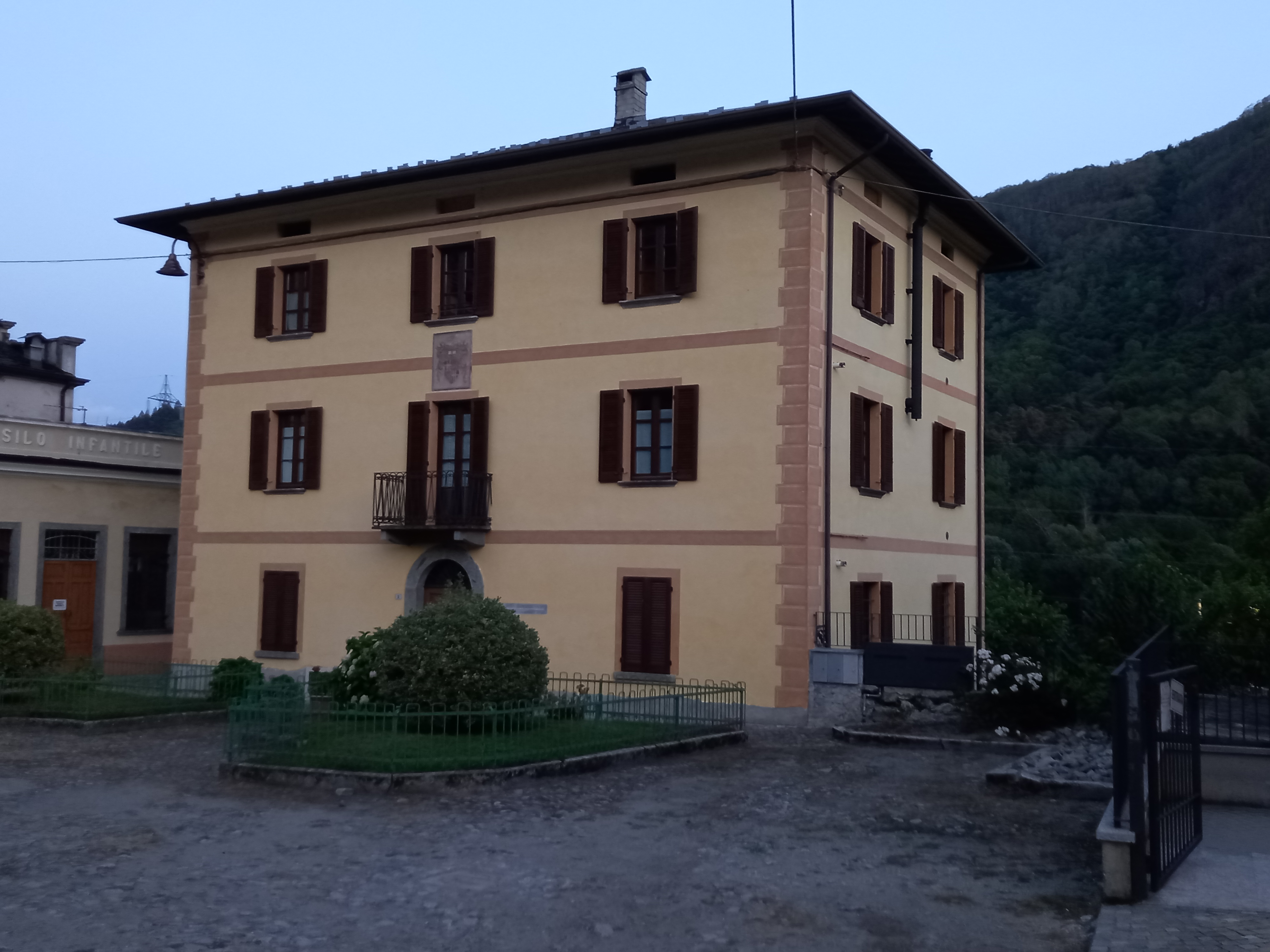
Dazio, Rathaus (Municipio)